# Dover (Massachusetts)
Pour les articles homonymes, voir Dover.
Dover est une ville du comté de Norfolk, au Massachusetts. En 2010 la population était de 5 589 personnes.